# Мятлик узколистный
Мя́тлик узколи́стный (лат. Póa angustifólia) — вид многолетних травянистых растений рода Мятлик (Poa) семейства Злаки, или Мятликовые (Poaceae).

## Ботаническое описание
Многолетник. Растение мятлик характеризуется наличием короткого корневища. Стебель мятлика может быть разной длины, от небольшой, в двадцать сантиметров, до одного метра. Листовые пластинки порядка двух-шести миллиметров в ширину, верхняя их сторона острошероховатая. Цвет травостоя ярко-зелёный. Метёлки мятлика обыкновенного раскидисты, их веточки тонкие, а длина самой метёлки достигает двадцати сантиметров.
Продолжая описание растения мятлик, заметим, что оно обладает хорошей устойчивостью к понижению температуры, теневыносливостью, сравнительно легко восстанавливается после вытаптывания. При этом мятлик предъявляет высокие требования к составу почвы и уровню влаги. После скашивания отрастание идёт очень медленными темпами. Размножается семенами. 

## Синонимика
- Poa brizoides Vill., nom. illeg.
- Poa hamhungensis I.C.Chung
- Poa pratensis subsp. angustifolia (L.) auct.
- Poa pratensis var. angustifolia (L.) auct.
- Poa setacea Hoffm., nom. illeg.
- Poa strigosa Hoffm.
- Poa villarsii J.F.Gmel.
- Poa viridula Palib.[1]